# Nothing Technology
Nothing Technology （ナッシングテクロノジー）、通称Nothingは、イギリスのロンドンに拠点を置くデジタル機器メーカーである。

## 来歴
中華人民共和国のスマートフォンメーカー「OnePlus」の共同創業者であるカール・ペイは、新しいベンチャーを始めるために、にOnePlusから退社することを発表した。
その後、ペイはiPodの発案者であるトニー・ファデル、Twitchの共同創設者ケビン・リン、RedditのCEOであるスティーブ・ハフマン、YouTuberのケイシー・ナイスタットなど、複数の友人や投資家から最大700万ドルのシードファイナンスを調達した。
ペイはNothingを2021年1月27日に発表した。
2021年2月15日、NothingはEssential Products社が事業を閉鎖してからほぼ1年後に Essential Productsの商標とブランドを取得。
2021年2月25日、Nothingはブランドとその製品のデザイン美学を制作するために、Teennage Engineeringを創業パートナーとすると同時に同社が製品開発に携わることを発表した。
Nothingは最初の製品である、完全ワイヤレスイヤホンのEar (1)を発表した。
2021年10月13日に5000万ドルの資金を調達。同時にクアルコムとパートナーシップ締結したことも発表。
シリーズBの資金調達が確保されたのと同じ日の2022年3月9日、Nothingは3月23日に記者会見を開催すると発表した。そのイベントの間、同社は最初のスマートフォン、「Phone (1)」を発表した。
2022年10月10日、初の実店舗をソーホーにオープンした。
2023年8月3日、サブブランド「CMF by Nothing」をNothingの公式YouTubeチャンネルで発表した。同年9月30日にロンドンで3つの製品を販売を開始し、同年10月20日には日本市場でも販売を開始した。

## 製品

### Earシリーズ（ヘッドホン）

#### Ear (1)

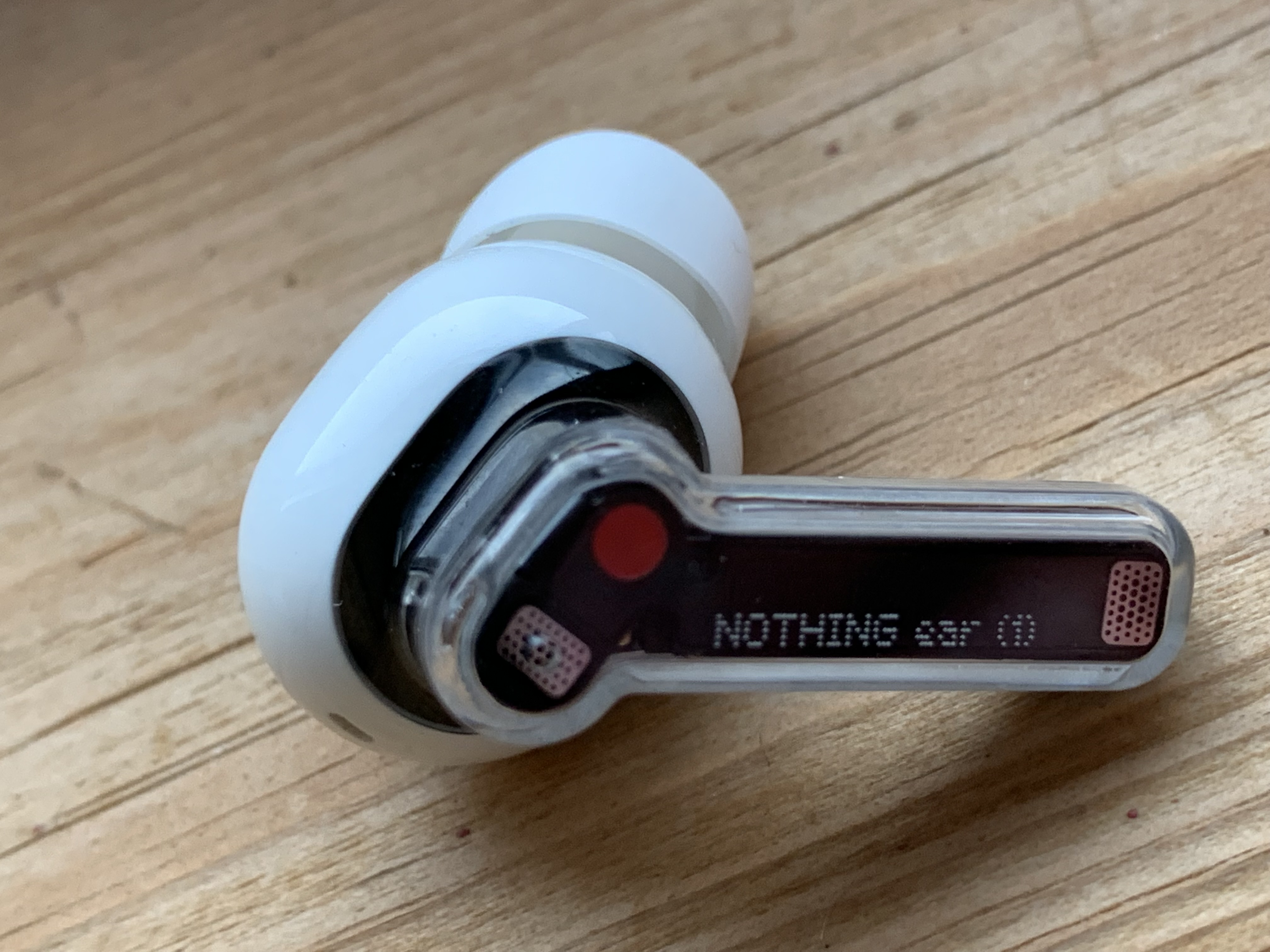
Nothing Ear (1)

「Ear (1)」はNothing最初の製品である。 2021年7月27日に発表された完全ワイヤレスイヤホンである。イヤホンはBluetoothで接続でき、充電ケースも合わせて使用すると最大34時間、ANCをオフにすると最大5.7時間の使用が可能。2021年8月17日に 税込16,500円で発売された。
Blackバージョンも2021年12月6日に発表され、12月13日に発売された。 同日、Ear (1)がカーボンニュートラルになったことが発表された。
2022年10月18日、NothingのCEOであるカール・ペイはツイッターにて、生産コストの増加により、Ear (1)の価格が2022年10月26日から 税込18,500円に引き上げられると発表した。

#### Ear (stick)
「Ear (stick)」は、2022年10月26日に発表された完全ワイヤレスイヤホンである。Earシリーズでは2番目の製品であり、Ear (1)の廉価モデルの位置付けであり、ノイズキャンセリング、外音取り込みモード、ワイヤレス充電は使用不可。Ear (stick)には1サイズのイヤーチップがのみ付属。 同年10月29日から先行発売が開始され、11月10日から 税込16,800円で発売された。

#### Ear (2)
「Ear (2)」はEar (1)の後継機種として、2023年3月23日に発表された完全ワイヤレスイヤホンである。LHDC 5.0に対応、デュアル接続に対応、操作方法がプレスコントロールに変更などのアップデートがなされた。3月23日から先行発売が開始され、3月30日から 税込22,800円で発売された。
2023年7月6日にBlackバージョンが発表された。

### Phoneシリーズ（スマートフォン）

#### Phone (1)

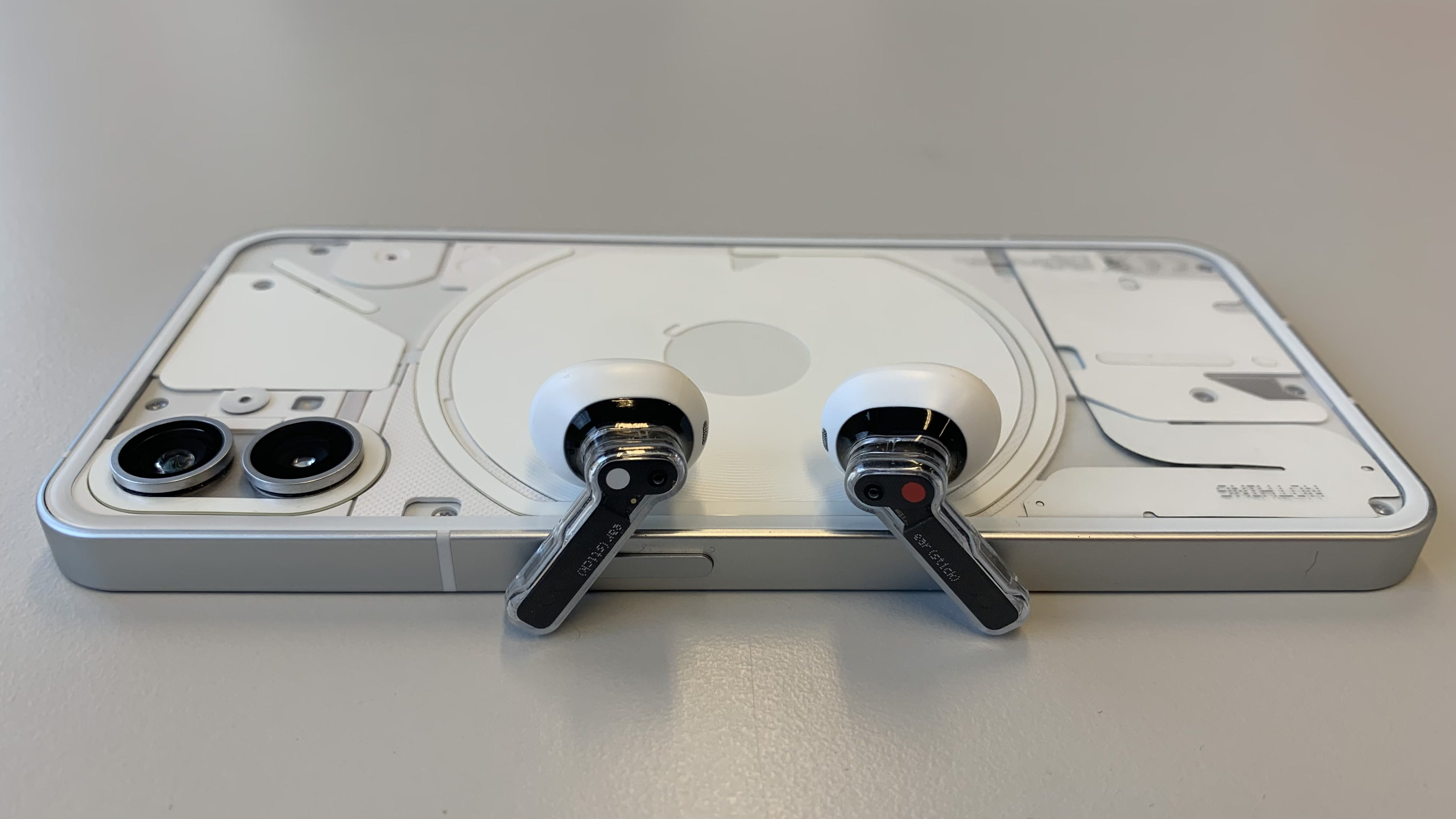
Nothing Phone (1)の背面とEar (stick)本体

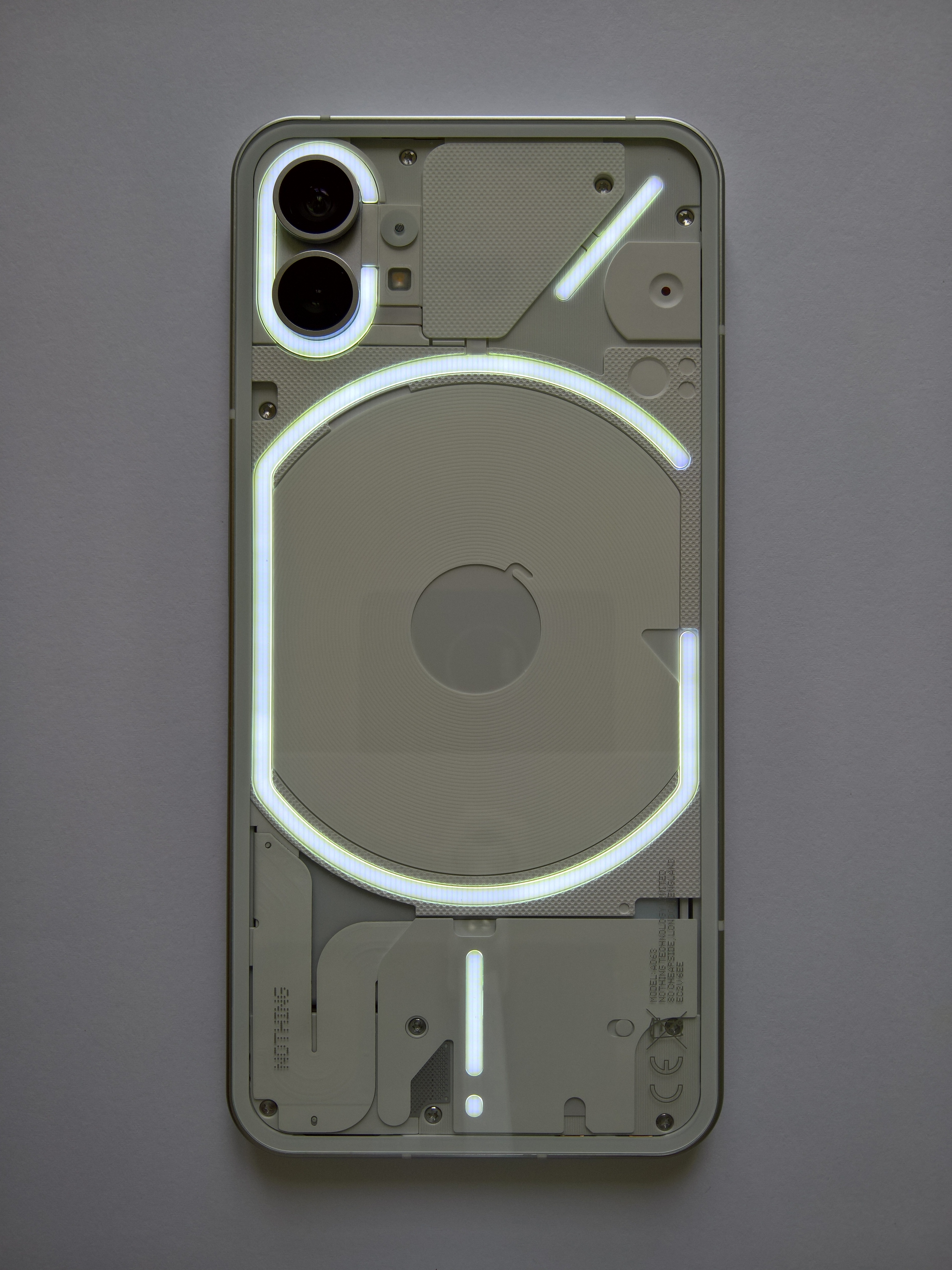
Nothing Phone (1)のLED

「Phone (1)」は2022年3月23日に発表されたNothing初のスマートフォン。
Phone (1)は、Androidをベースとした独自OSであるNothing OSを搭載。 2022年7月21日に発売された。
2022年6月、Nothingは「Phone (1)」の招待制の予約注文を開始し、ウェイティングリストは最大10万件の登録に到達。7月12日にロンドンで発表されたこのデバイスは、透明な背面のデザインにクアルコム社のSnapdragon 778G+ チップセットを採用。発売価格は税込63,800円から。

#### Phone (2)
「Phone (2)」は2023年7月12日に発表され、同年7月25日に発売されたPhoneシリーズ2番目のスマートフォン。前作より本体サイズが大きくなり、様々な機能が進化した。また、Nothing OS 2.0が標準搭載された。

#### Phone (2a)
「Phone (2a)」は、2024年3月5日に発表されたスマートフォン。

#### Phone (3a) / (3a) Pro
「Phone (3a) / (3a Pro)」は、2025年3月4日に発表され、同年3月11日に発売されたスマートフォン。右側面にエッセンシャルキーが追加された。このキーはスクリーンショットの撮影や音声メモの録音に割り当てることができる。前作にはなかった望遠カメラを新たに搭載した。発売価格は54,800円から。

#### Phone (3)
「Phone (3a) / (3a Pro)」は、2025年7月2日に発表され、同年7月15日に発売されたNothing初のフラグシップスマートフォン。背面上部に配置された大型LEDドットディスプレイ「Glyph Matrix」が最大の特徴である。日本未発売で発売価格は799ドルから。

### CMF by Nothing

#### CMF Phone 1
CMF Phone 2